# Miroslav Mikšovský
Miroslav Mikšovský (* 3. června 1932 Praha) je český kartograf a vysokoškolský pedagog.
Během svého života se orientoval na kartografii a kartografickou polygrafii. Je vysokoškolským a středoškolským pedagogem, vedoucím mnoha diplomových prací a doktorandských prací na Českém vysokém učení technickém v Praze, na Přírodovědecké fakultě Univerzity Karlovy a Fakultě aplikovaných věd Západočeské univerzity, kromě toho hostoval i na Masarykově univerzitě v Brně. Během své kariéry publikoval přes 230 odborných článků v češtině a 60 dalších článků v různých jazycích, především v angličtině, němčině a ruštině. Během života dlouhodobě pracoval v rezortu bývalé Ústřední správy geodézie a kartografie (ÚSGK), předchůdkyně Českého úřadu zeměměřického a katastrálního (ČÚZK), působil na několika vedoucích pozicích v Kartografii n.p. i ve výzkumu – Výzkumný ústav geodetický a kartografický (VÚGTK) ve Zdibech. Od sedmdesátých let se věnoval pedagogické činnosti na vysokých školách v Praze a v Plzni. Několik let pracuje na heslech a jejich překladech z oboru kartografie pro šestijazyčný odborný Terminologický slovník zeměměřictví a katastru nemovitostí, kromě toho se zabývá starými mapami, jejich kartometrickými analýzami, značkovými klíči a dalšími výzkumy. Pravidelně zasedá v porotě kartografické soutěže Mapa roku. Bývá pravidelným účastníkem mezinárodních kartografických konferencí a také konferencí spolupořádaných v Česku a na Slovensku Českou kartografickou společností. Je dlouholetým aktivním členem Terminologické komise ČÚZK.

## Profesní životopis
Po absolvování gymnázia se rozhodoval mezi obory chemie nebo geodézie a kartografie. V letech 1950–1954 absolvoval Fakultu zeměměřickou ČVUT v Praze se specializací geodeticko-kartografickou. Na konci studií byl promován inženýrem. V roce 1967 obhajobou práce v rámci vědecké aspirantury získal titul kandidát věd. V roce 1993 byl habilitován v oboru kartografie a dálkového průzkumu Země. Po skončení studií byl činný kromě vědy a výzkumu i ve výrobě. Jako kartografický expert byl vyslán do Albánie (1961) a na Cejlon (připravená pomoc pod patronací OSN kvůli změně politických poměrů neproběhla).
- 1954–1956 Kartografický a reprodukční ústav v Praze, kartograf-sestavitel, technický redaktor map
- 1956–1968 Ústřední správa geodézie a kartografie, samostatný odborný referent, vedoucí odborný referent
- 1968–1970 Český úřad geodetický a kartografický, ústřední odborný referent
- 1971–1982 Kartografie Praha n. p., technicko-výrobní náměstek ředitele
- 1983–1985 Geodetický a kartografický podnik v Praze n. p., výrobní náměstek ředitele
- 1985–1987 Výzkumný ústav geodetický, topografický a kartografický, Zdiby u Prahy, vedoucí Odvětvového informačního střediska (ODIS), později ředitel ústavu
- 1987–1990 Geodetický a kartografický podnik v Praze, s. p., podnikový ředitel
- 1991–1992 Kartografie Praha, technicko-výrobní náměstek ředitele
- 1992–2008 Fakulta stavební ČVUT v Praze, katedra mapování a kartografie

## Vědecká práce a pedagogická činnost
Pedagogickou činnost zahájil v letech 1958–1960 na Střední průmyslové škole zeměměřické v Praze. Pro tuto školu napsal i odbornou učebnici Kartografie. Od roku 1972 začal učit na vysokých školách, v letech 1972-1974 na Fakultě stavební ČVUT v Praze studenty v postgraduálním studiu. Od roku 1992 znovu na Fakultě stavební ČVUT a souběžně na Přírodovědecké fakultě Univerzity Karlovy v Praze. Řadu let učil také na Fakultě aplikovaných věd Západočeské univerzity v Plzni, především vyučoval předměty Kartografická polygrafie a reprografie, Topografické a tematické mapování, Mapování a kartografie, Kartografie 2, Reprografický seminář a Seminář polygrafie. Učil také v doktorandském studiu předmět Teorie řízení v kartografii.
Vedl řadu diplomových prací. S dalšími kartografy napsal publikaci Geografická kartografie (Čapek, Mikšovský, Mucha, Státní pedagogické nakladatelství, Praha 1993). Ve výzkumu se zaměřil na kartografii, kartografickou polygrafii a v poslední době se zaměřil na výzkum starých map, především na jejich kartometrické analýzy, zkoumání užívaných značkových klíčů a popisu a dalšími výzkumy.
Stál u zrodu samostatné Kartografické společnosti ČSFR, kde působil v letech 1990–1992 jako místopředseda. Po ustavení Kartografické společnosti České republiky působil od roku 1993 až do roku 2015 jako předseda této společnosti, nazývané od roku 2005 Česká kartografická společnost (ČKS). Do roku 2018 byl členem jejího výboru a zároveň od roku 2009 i čestným členem ČKS.
Od roku 1958 se aktivně věnoval spolkové činnosti v rámci bývalé Československé vědeckotechnické společnosti (ČSVTS), v letech 1972–1976 byl předsedou Společnosti geodézie a kartografie (České vědeckotechnické společnosti – ČVTS), dlouhodobě byl předsedou Československého národního kartografického komitétu ČSVTS a statutárním zástupcem Československa v Mezinárodní kartografické asociaci (International Cartographic Association, zkr. ICA), kde byl i zakládajícím členem její stálé komise pro technologii výroby map – Map Production Technology (v letech 1989–1995 byl předsedou této komise). Aktivně se účastnil několika projektů řešených v rámci ICA a v roce 1997 byl jmenován čestným členem této mezinárodní nevládní organizace. Bývá účastníkem konferencí ICA, většinou jako přednášející. Jeho účast na Kartografických konferencích v Česku a na Slovensku bývá pravidelná, kromě toho se účastnil mnoha mezinárodních jednání, kartografických konferencí, zejména pořádaných Mezinárodní kartografickou asociací (ICA), jejímž je čestným členem.

### Vědecké a oborové rady vysokých škol a výzkumných ústavů
- 1972–1976 Vědecké kolegium geologie, geografie a hornictví Československé akademie věd, člen kolegia
- 1996– Vědecká rada Výzkumného ústavu geodetického, topografického a kartografického ve Zdibech u Prahy, předseda
- 1993–2006 Vědecká rada Výzkumného ústavu geodetického, topografického a kartografického ve Zdibech u Prahy, člen
- 1997–1999 Vědecké kolegium děkana Fakulty stavební ČVUT v Praze, člen
- 1999–2002 Akademický senát Fakulty stavební ČVUT v Praze, člen

### Komise pro obhajoby odborných a vědeckých prací
- 1982–1990 Česká komise pro obhajoby kandidátských prací ve vědním oboru 13-04-9 kartografie, člen
- 1984–1990 Česká komise pro obhajoby doktorských dizertačních prací ve vědním oboru 13-04-9 kartografie, člen
- 1971–dosud Komise pro státní závěrečné zkoušky Fakulty stavební ČVUT v Praze, obor geodézie a kartografie, člen a předseda komise

Jeho manželkou byla geodetická inženýrka Ing. Monika Mikšovská (31. ledna 1929 Praha – 12. dubna 2018 Praha), bývalá vedoucí pracovnice a později kontrolorka Geodézie Praha n. p., která na začátku své profesní kariéry pracovala na ČVUT jako odborná asistentka prof. Františka Fialy v Ústavu geodetického počtářství Fakulty speciálních nauk ČVUT. Jeho dcera Irena Švehlová, p.fil. a hist. (*1957) je spoluautorkou informačních systémů a databází geografických jmen: Geonames, Jména světa a Historická jména ČR a od roku 2013 tajemnicí Názvoslovné komise ČÚZK, od roku 2022 předsedkyní 13. divize pro Střední a jihovýchodní Evropu UNGEGN při OSN (ECSEED UNGEGN) a spoluautorkou několika publikací a rovněž expertkou OSN pro geografická jména (při UNGEGN). Jeho syn, právník Mgr. Petr Mikšovský, MBA (* 1962) je rovněž autorem odborných publikací, zejména o dražbách, exekucích a aukcích.